# Simone Sommerland, Karsten Glück und die Kita-Frösche
Simone Sommerland, Karsten Glück und die Kita-Frösche ist ein deutsches Kindermusikprojekt.

## Geschichte
Simone und Karsten Stiers lernten sich in den 1990er Jahren am Laien-Schauspieltheater in Wetter (Ruhr) kennen. Beide waren schon zuvor als Schauspieler, vor allem aber als Sänger solo bzw. mit verschiedenen Bands und in verschiedenen Genres aktiv. Ab dem Alter von 17 Jahren sang Simone für die Die-Schlümpfe-Alben, ihr Mann wirkte von 2002 bis 2005 dabei mit, wobei ihre Stimmen dabei nicht wiedererkennbar verfremdet wurden. Bei Fix und Foxi sangen sie gemeinsam im Soundtrack einer weiteren Comicfigurenserie.
2010 entstand die Idee, eine CD mit beliebten Kinderliedern aufzunehmen. Für das Berliner Musiklabel Lamp & Leute (ein Label der Lamp und Sumfleth Entertainment GmbH) nahmen Simone und Karsten Stiers die CD mit dem Titel Die 30 besten Spiel- und Bewegungslieder auf. Ebenso wirkten ihre älteste Tochter Paula und zwei weitere Kinder mit. Für die Veröffentlichung nannten sie sich Simone Sommerland, Karsten Glück & die Kita-Frösche. Im März 2011 erreichte die CD erstmals die deutschen Albumcharts und entwickelte sich von da an zu einem Dauerbrenner. 2012 wurde sie mit Gold für 100.000 und im Juli 2014 mit Platin für 200.000 verkaufte Exemplare ausgezeichnet. Zu diesem Zeitpunkt war sie mit Unterbrechungen über zweieinhalb Jahre in den Charts.
Als sich der Erfolg abzeichnete, beschlossen die Verantwortlichen, weitere CDs in diesem Stil aufzunehmen. Es folgten Die 30 besten Lernlieder zum Mitsingen und Die 30 besten traditionellen Kinderlieder sowie eine DVD zum ersten Album aufgenommen mit den Kitakindern. Zum Jahresende 2011 erschienen Die 30 besten Weihnachts- und Winterlieder, die die zweite Chartplatzierung brachten. Die Serie wurde seither kontinuierlich fortgesetzt. Ab Ende 2013 wurde die CD-Serie auch in Österreich veröffentlicht und war auch dort in den Charts erfolgreich.
Seit November 2013 veröffentlicht das Label Universal in der Reihe Die 30 besten … auch Bücher und Hörbücher mit Märchen und Gute-Nacht-Geschichten, die von Synchronsprechern erzählt werden.

## Biografien

### Simone Stiers
(geborene Seuthe, * ca. 1976) Mit neun Jahren spielte sie erstmals in einem Bühnenmusical mit und schlug später eine Musikkarriere ein. Ihre erste eigene CD entstand im Alter von 17 Jahren. 1995 sang sie erstmals als Schlumpfine mit hochgepitchtem Gesang auf dem Album Tekkno ist cool des Schlümpfe-Projekts und ist in der Folge zehn Jahre für das Techno-Projekt tätig. Für das erste Album erhält sie ihre erste Goldene Schallplatte. Im Anschluss war sie Tourneebegleitung von Jasmin Wagner alias Blümchen.
In den 1990ern studierte sie Jazz und Populärmusik und arbeitete danach als professionelle Sängerin bei Veranstaltungen und trat als Begleitsängerin anderer Künstler auch im Fernsehen auf. Daneben ist sie Mitglied in mehreren Ensembles verschiedener Stilrichtungen von Jazz bis Rock.
Im Jahr 2007 gründete sie eine Musikschule in Wetter-Volmarstein, an der Kinder und Erwachsene in Gesang und an Instrumenten unterrichtet werden. Seit April 2023 ist sie unter dem Namen Simone Sommerland solo in Deutschland auf Tournee.
Stiers hat drei Kinder: zwei Töchter und einen Sohn.

### Karsten Stiers
(* 1972) Er hat eine Ausbildung als Grafiker und hat sich in dem Beruf selbstständig gemacht.
Musikalisch begann er in einer Thrash-Metal-Band namens Requirements als Gitarrist und Sänger. Mit der Rockband Soulbrother aus Wuppertal hatte er später erste Erfolge unter anderem als Tourbegleitung von Psychotic Waltz. Bevor eine professionelle Musikerkarriere daraus werden konnte, löste sich die Band jedoch auf.
Danach versuchte er sich erfolgreich als Schauspieler und Musicaldarsteller und arbeitet professionell als Studiosänger und Grafiker. Er ist ebenfalls mit mehreren Bands unterwegs und seit 2014 Sänger der Hamburger Rockband Errorhead.
Nach 24 Jahren Ehe ließen sich Simone und Karsten Stiers 2023 scheiden.

## Diskografie
Studioalben

| Jahr | Titel Musiklabel                                                                   | Höchstplatzierung, Gesamtwochen, AuszeichnungChartplatzierungen (Jahr, Titel, Musiklabel, Platzierungen, Wochen, Auszeichnungen, Anmerkungen) | Höchstplatzierung, Gesamtwochen, AuszeichnungChartplatzierungen (Jahr, Titel, Musiklabel, Platzierungen, Wochen, Auszeichnungen, Anmerkungen) | Höchstplatzierung, Gesamtwochen, AuszeichnungChartplatzierungen (Jahr, Titel, Musiklabel, Platzierungen, Wochen, Auszeichnungen, Anmerkungen) | Anmerkungen                                                  |
| Jahr | Titel Musiklabel                                                                   | DE | AT | CH | Anmerkungen                                                  |
| ---- | ---------------------------------------------------------------------------------- | --- | --- | --- | ------------------------------------------------------------ |
| 2010 | Die 30 besten Spiel- und Bewegungslieder Lamp und Leute (UMG)                      | DE31 ×3Dreifachplatin · (… Wo.)DE | AT15 ×2Doppelplatin · (… Wo.)AT | — | Erstveröffentlichung: 25. August 2010 Verkäufe: + 640.000    |
| 2011 | Die 30 besten Lernlieder zum Mitsingen Lamp und Leute (UMG)                        | DE— GoldDE | AT— GoldAT | — | Erstveröffentlichung: 27. Mai 2011 Verkäufe: + 110.000       |
| 2011 | Die 30 besten traditionellen Kinderlieder Lamp und Leute (UMG)                     | DE— PlatinDE | AT38 Platin · (63 Wo.)AT | — | Erstveröffentlichung: 23. September 2011 Verkäufe: + 220.000 |
| 2011 | Die 30 besten Weihnachts- und Winterlieder Lamp und Leute (UMG)                    | DE9 ×3Dreifachgold · (104 Wo.)DE | AT2 Platin · (85 Wo.)AT | CH22 a (9 Wo.)CH | Erstveröffentlichung: 4. November 2011 Verkäufe: + 320.000   |
| 2012 | Die 30 besten Partylieder für Kinder zum Mitsingen und Tanzen Lamp und Leute (UMG) | DE44 Platin · (39 Wo.)DE | AT22 Platin · (76 Wo.)AT | — | Erstveröffentlichung: 10. Februar 2012 Verkäufe: + 220.000   |
| 2012 | Die 30 besten Spiel- und Bewegungslieder 2 Lamp und Leute (UMG)                    | DE41 Platin · (1 Wo.)DE | — | — | Erstveröffentlichung: 20. März 2012 Verkäufe: + 200.000      |
| 2012 | Die 30 besten englischen Kinderlieder Lamp und Leute (UMG)                         | — | — | — | Erstveröffentlichung: 1. Juni 2012                           |
| 2012 | Die 30 besten Kinderlieder auf Weltreise Lamp und Leute (UMG)                      | — | — | — | Erstveröffentlichung: 7. September 2012                      |
| 2012 | Die 30 besten Schlaflieder für Kinder Lamp und Leute (UMG)                         | DE37 Platin · (… Wo.)DE | AT37 Gold · (79 Wo.)AT | — | Erstveröffentlichung: 9. November 2012 Verkäufe: + 210.000   |
| 2013 | Die 30 besten Kindergartenlieder Lamp und Leute (UMG)                              | DE65 Gold · (1 Wo.)DE | AT67 Gold · (1 Wo.)AT | — | Erstveröffentlichung: 22. März 2013 Verkäufe: + 107.500      |
| 2013 | Die 30 besten Wissenslieder für Kleinkinder Lamp und Leute (UMG)                   | — | AT71 Gold · (1 Wo.)AT | — | Erstveröffentlichung: 14. Juni 2013 Verkäufe: + 7.500        |
| 2013 | Die 30 besten Kirchenlieder für Kinder Lamp und Leute (UMG)                        | DE— GoldDE | — | — | Erstveröffentlichung: 20. September 2013 Verkäufe: + 100.000 |
| 2013 | Die 30 besten Mutmachlieder für Kinder Lamp und Leute (UMG)                        | — | — | — | Erstveröffentlichung: 29. November 2013                      |
| 2014 | Die 30 besten Oster- und Frühlingslieder Lamp und Leute (UMG)                      | DE24 (… Wo.)DE | AT19 (62 Wo.)AT | — | Erstveröffentlichung: 21. Februar 2014                       |
| 2014 | Die 30 besten Kinderlieder für den Schulanfang Lamp und Leute (UMG)                | DE61 (9 Wo.)DE | AT40 (4 Wo.)AT | — | Erstveröffentlichung: 30. Mai 2014                           |
| 2014 | Die 30 besten Spiel- und Bewegungslieder 3 Lamp und Leute (UMG)                    | DE58 (1 Wo.)DE | AT62 (1 Wo.)AT | — | Erstveröffentlichung: 12. September 2014                     |
| 2014 | Die 30 besten Faschings- und Karnevalslieder Lamp und Leute (UMG)                  | DE40 (19 Wo.)DE | AT74 b (1 Wo.)AT | — | Erstveröffentlichung: 12. Dezember 2014                      |
| 2015 | Die 30 besten Kinderturnlieder Lamp und Leute (UMG)                                | — | — | — | Erstveröffentlichung: 13. März 2015                          |
| 2015 | Die 30 besten Märchenlieder Lamp und Leute (UMG)                                   | — | — | — | Erstveröffentlichung: 26. Juni 2015                          |
| 2015 | Die 30 besten Herbstlieder für Kinder Lamp und Leute (UMG)                         | DE34 (52 Wo.)DE | AT28 (21 Wo.)AT | — | Erstveröffentlichung: 28. August 2015                        |
| 2015 | Die 30 besten neuen Weihnachts- und Winterlieder Lamp und Leute (UMG)              | DE46 (7 Wo.)DE | AT26 (8 Wo.)AT | — | Erstveröffentlichung: 30. Oktober 2015                       |
| 2016 | Die 30 besten TV-Serienlieder für Kinder Lamp und Leute (UMG)                      | — | AT60 (1 Wo.)AT | — | Erstveröffentlichung: 12. Februar 2016                       |
| 2016 | Die 30 besten Urlaubs- und Sommerlieder Lamp und Leute (UMG)                       | DE18 (3 Wo.)DE | AT9 (11 Wo.)AT | — | Erstveröffentlichung: 17. Juni 2016                          |
| 2016 | Die 30 besten neuen Schlaflieder Lamp und Leute (UMG)                              | DE— GoldDE | — | — | Erstveröffentlichung: 2. Dezember 2016 Verkäufe: + 100.000   |
| 2017 | Die 30 besten Kniereiter- und Fingerspiellieder Lamp und Leute (UMG)               | — | — | — | Erstveröffentlichung: 24. Februar 2017                       |
| 2017 | Die 30 besten Kinderlieder mit Klassikmelodien Lamp und Leute (UMG)                | — | — | — | Erstveröffentlichung: 9. Juni 2017                           |
| 2017 | Die 30 besten Lieder für Mädchen Lamp und Leute (UMG)                              | — | AT48 (5 Wo.)AT | — | Erstveröffentlichung: 15. September 2017                     |
| 2017 | Die besten Kinderlieder aus der Serie "Die 30 Besten" Lamp und Leute (UMG)         | — | AT71 (1 Wo.)AT | — | Erstveröffentlichung: 29. September 2017                     |
| 2017 | Die 40 besten Wiegenlieder Lamp und Leute (UMG)                                    | — | — | — | Erstveröffentlichung: 20. Oktober 2017                       |
| 2017 | Die 30 besten Partylieder für Kinder 2 Lamp und Leute (UMG)                        | — | AT44 (6 Wo.)AT | — | Erstveröffentlichung: 15. Dezember 2017                      |
| 2018 | Die 30 besten Lieder für Jungs Lamp und Leute (UMG)                                | — | — | — | Erstveröffentlichung: 29. Juni 2018                          |
| 2018 | Die 30 besten: Das Einhorn-Musical (Auf ins Regenbogenland) Lamp und Leute (UMG)   | — | — | — | Erstveröffentlichung: 21. September 2018                     |
| 2018 | Die 30 besten neuen Partylieder für Kinder Lamp und Leute (UMG)                    | — | AT72 (1 Wo.)AT | — | Erstveröffentlichung: 14. Dezember 2018                      |
| 2019 | Die 30 besten neuen Spiel- und Bewegungslieder Lamp und Leute (UMG)                | — | — | — | Erstveröffentlichung: 5. April 2019                          |
| 2019 | Die 30 besten Kindertanzlieder Lamp und Leute (UMG)                                | — | — | — | Erstveröffentlichung: 5. Juli 2019                           |
| 2019 | Die 30 besten Kinderdisco-Hits Lamp und Leute (UMG)                                | — | — | — | Erstveröffentlichung: 13. September 2019                     |
| 2019 | Die 30 besten Kinderlieder fürs Kalenderjahr Lamp und Leute (UMG)                  | — | — | — | Erstveröffentlichung: 6. Dezember 2019                       |
| 2020 | Die 30 besten Schlaflieder für Kinder 2 Lamp und Leute (UMG)                       | — | — | — | Erstveröffentlichung: 5. Juni 2020                           |
| 2020 | Die 30 besten Jahreszeitenlieder für Kinder Lamp und Leute (UMG)                   | — | — | — | Erstveröffentlichung: 12. Juni 2020                          |
| 2020 | Die 30 besten Kinderlieder für den Morgenkreis Lamp und Leute (UMG)                | — | — | — | Erstveröffentlichung: 12. Juni 2020                          |
| 2020 | Die 30 besten Kinderlieder-Balladen Lamp und Leute (UMG)                           | — | — | — | Erstveröffentlichung: 12. Juni 2020                          |
| 2020 | Die 30 besten Kinderlieder-Klassiker Lamp und Leute (UMG)                          | — | — | — | Erstveröffentlichung: 12. Juni 2020                          |
| 2020 | Die 30 besten Kita-Hits Lamp und Leute (UMG)                                       | — | — | — | Erstveröffentlichung: 12. Juni 2020                          |
| 2020 | Die 30 besten Lieder für den Kindergeburtstag Lamp und Leute (UMG)                 | — | — | — | Erstveröffentlichung: 12. Juni 2020                          |
| 2020 | Die 30 besten Lieder für die Kinderkrippe Lamp und Leute (UMG)                     | — | — | — | Erstveröffentlichung: 12. Juni 2020                          |
| 2020 | Die 30 besten Mitmachlieder Lamp und Leute (UMG)                                   | — | — | — | Erstveröffentlichung: 12. Juni 2020                          |
| 2020 | Die 30 besten neuen Kinderlieder Lamp und Leute (UMG)                              | — | — | — | Erstveröffentlichung: 20. November 2020                      |
| 2021 | Die 30 besten Babylieder Lamp und Leute (UMG)                                      | — | — | — | Erstveröffentlichung: 26. Februar 2021                       |
| 2021 | Die 30 besten Piraten- und Seemanslieder Lamp und Leute (UMG)                      | — | — | — | Erstveröffentlichung: 16. April 2021                         |
| 2021 | Die 30 besten Gute-Nacht-Lieder Lamp und Leute (UMG)                               | — | — | — | Erstveröffentlichung: 23. Juli 2021                          |
| 2021 | Die 30 besten Spaß- und Gute-Leune-Lieder Lamp und Leute (UMG)                     | — | — | — | Erstveröffentlichung: 23. Juli 2021                          |
| 2021 | Die 30 besten Tierlieder für Kinder Lamp und Leute (UMG)                           | — | — | — | Erstveröffentlichung: 23. Juli 2021                          |
| 2021 | Die 30 besten Weihnachts- und Winterlieder 2 Lamp und Leute (UMG)                  | — | — | — | Erstveröffentlichung: 1. Oktober 2021                        |
| 2021 | Die 30 besten Kinderlieder für den Winter Lamp und Leute (UMG)                     | — | — | — | Erstveröffentlichung: 15. Oktober 2021                       |
| 2021 | Die 30 besten Kinderlieder zum Singen und Spielen Lamp und Leute (UMG)             | — | — | — | Erstveröffentlichung: 15. Oktober 2021                       |
| 2021 | Die 30 besten Schlaflieder ohne Gesang Lamp und Leute (UMG)                        | — | — | — | Erstveröffentlichung: 15. Oktober 2021                       |
| 2021 | Die 30 besten Kinderlieder zum Entspannen Lamp und Leute (UMG)                     | — | — | — | Erstveröffentlichung: 26. November 2021                      |
| 2022 | Die 30 besten Oster- und Frühlingslieder 2 Lamp und Leute (UMG)                    | — | — | — | Erstveröffentlichung: 18. März 2022                          |
| 2022 | The 30 Greatest Songs for Children Lamp und Leute (UMG)                            | — | — | — | Erstveröffentlichung: 1. April 2022                          |
| 2022 | De 30 beste Kinderliedjes Lamp und Leute (UMG)                                     | — | — | — | Erstveröffentlichung: 10. Juni 2022                          |
| 2022 | Die 30 besten Herbstlieder 2 Lamp und Leute (UMG)                                  | — | — | — | Erstveröffentlichung: 9. September 2022                      |
| 2022 | Die 30 besten Kinderpartylieder für den Karneval Lamp und Leute (UMG)              | — | — | — | Erstveröffentlichung: 16. Dezember 2022                      |
| 2023 | Die 30 besten Lieblingslieder von Simone Sommerland Lamp und Leute (UMG)           | — | — | — | Erstveröffentlichung: 1. Februar 2023                        |
| 2023 | Die 30 besten neuen Schlaflieder 2 Lamp und Leute (UMG)                            | — | — | — | Erstveröffentlichung: 14. April 2023                         |
| 2023 | Die 100 besten Schlaflieder Lamp und Leute (UMG)                                   | — | — | — | Erstveröffentlichung: 19. Mai 2023                           |
| 2023 | Die 30 besten Sommer- und Ferienlieder Lamp und Leute (UMG)                        | — | — | — | Erstveröffentlichung: 16. Juni 2023                          |
| 2023 | Die 100 besten Partylieder Lamp und Leute (UMG)                                    | — | — | — | Erstveröffentlichung: 21. Juli 2023                          |
| 2023 | Die 100 besten Kindergartenlieder Lamp und Leute (UMG)                             | — | — | — | Erstveröffentlichung: 18. August 2023                        |
| 2023 | Die 30 besten Halloween-Hits für Kinder Lamp und Leute (UMG)                       | — | — | — | Erstveröffentlichung: 15. September 2023                     |
| 2023 | Die 100 besten Weihnachtslieder für Kinder Lamp und Leute (UMG)                    | — | — | — | Erstveröffentlichung: 27. Oktober 2023                       |
| 2023 | Die 30 besten alten Kinderlieder mit zeitgemäßen Texten Lamp und Leute (UMG)       | — | — | — | Erstveröffentlichung: 8. Dezember 2023                       |

## Werke
- Das Spiel- und Bewegungsliederbuch (15. Februar 2013)
- Das Schlaflieder- und Gute-Nacht-Geschichtenbuch (15. November 2013)
- Die 30 besten Märchen der Brüder Grimm (15. August 2014)
- Das Weihnachtslieder-Bastel-und-Geschichten-Buch (25. September 2015)